# DICE (Unternehmen)

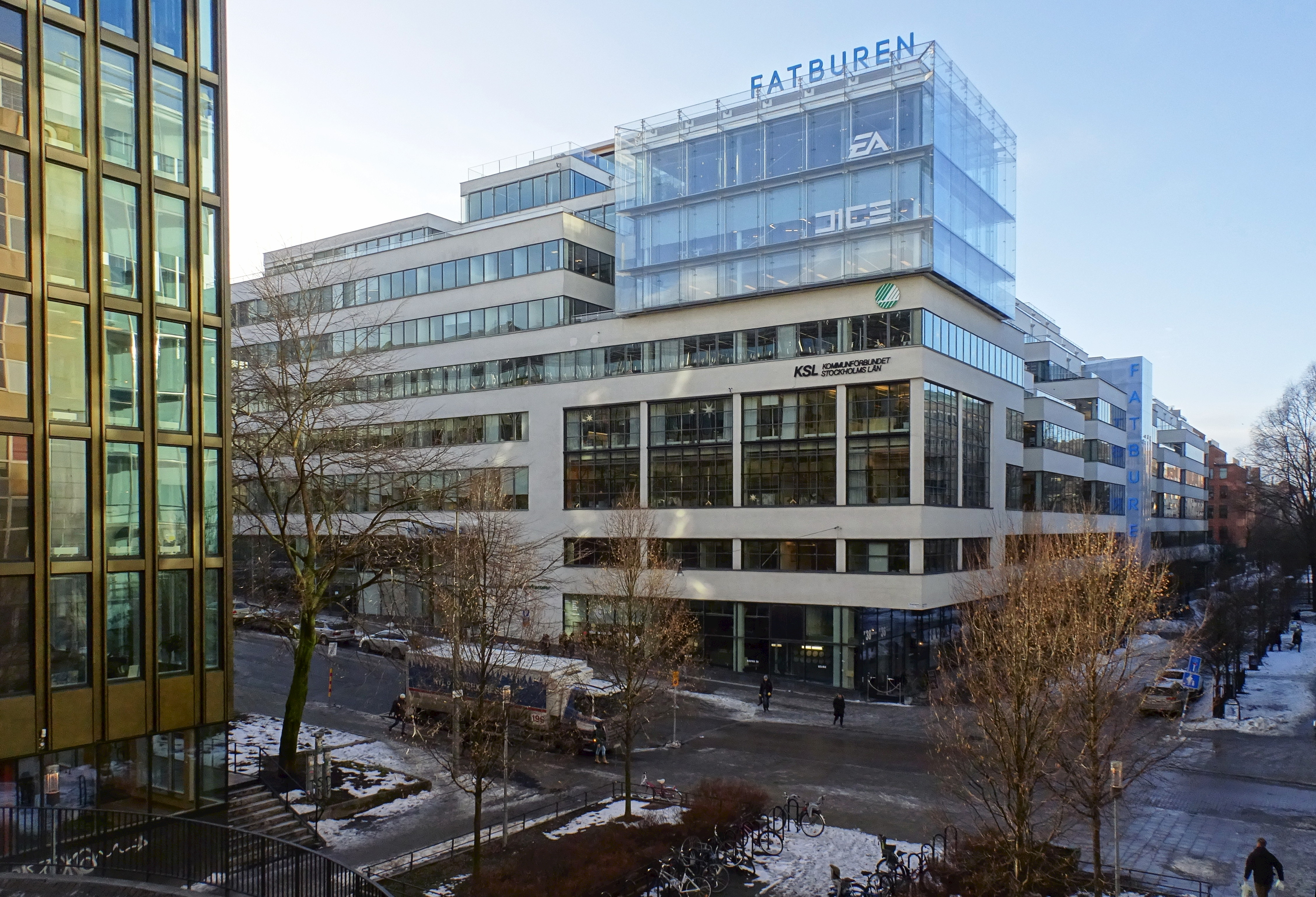
DICE-Hauptquartier

Altes DICE-Logo

Electronic Arts Digital Illusions Creative Entertainment AB, kurz EA DICE oder DICE, ist ein schwedischer Spieleentwickler mit Sitz in Stockholm.

## Geschichte
Das Unternehmen wurde 1992 von den Mitgliedern der ehemaligen Demoszene-Gruppe The Silents Ulf Mandorff, Olof Gustafsson, Fredrik Liliegren, Markus Nyström und Andreas Axelsson gegründet. Alle Mitglieder kamen aus der kleinen Stadt Alvesta in Schweden. Der Demoszene-Einfluss ist in einigen DICE-Spielen sichtbar. Zum Beispiel taucht das Akronym TSL, das die Gruppe The Silents verwendete, im Spiel Motorhead auf Bannern und Zeichen auf. Der Betriebsanleitung von Motorhead zufolge steht TSL allerdings für Transatlantic Speed League, wird also in der Art eines Backronyms verwendet.
Ihr erstes Spiel, Pinball Dreams, entwickelten sie 1989 unter anderem für den Amiga, als sie noch zur Schule gingen. Heute sind sie hauptsächlich durch die von ihnen entwickelte Battlefield-Reihe bekannt, die auf ebenfalls selbstentwickelten Spiel-Engines basieren.
Seit 1998 ist das Unternehmen an der Börse notiert. Größter Anteilseigner war der Publisher Electronic Arts mit über 67 % seit Januar 2005. Im Oktober 2006 wurde DICE von Electronic Arts zu 100 % gekauft und in den Weltkonzern eingegliedert. Digital Illusions CE wurde in EA Digital Illusions CE umbenannt.
Das DICE-Team hat 2005 den dritten Teil der Battlefield-Reihe, Battlefield 2, den Nachfolger von Battlefield Vietnam, fertiggestellt und über eine Million Mal verkauft. Mit der Entwicklung des Add-ons Special Forces wurden abermals die kanadischen Studios beauftragt, die bereits Battlefield Vietnam entwickelt haben. Battlefield 2: Modern Combat, das nur für Konsolen erhältlich ist, wurde im November 2005 veröffentlicht. DICE wurde von EA auch mit der Entwicklung des 5. Teils der Serie, Battlefield 2142, beauftragt, der im September 2006 erschien. Der für Konsolen und den PC entwickelte Titel der Battlefieldserie Battlefield: Bad Company 2 wurde im März 2010 veröffentlicht. Seit Ende Oktober 2011 ist Battlefield 3 erhältlich, das erstmals detaillierte Statistiken jedes Spielers auf einer Webseite darstellte. Am 31. Oktober 2013 folgte der Titel Battlefield 4, der diese Online-Statistiken vom Vorgänger Battlefield 3 übernahm und zusätzlich die Steuerung einer Drohne im Spiel über ein Tablet ermöglichte. Im Jahr 2015 folgten Battlefield Hardline und Star Wars Battlefront, wobei Battlefield Hardline größtenteils von Visceral Games entwickelt wurde. Im Oktober 2016 kam der nächste Ableger, Battlefield 1, welches im Ersten Weltkrieg spielt, auf den Markt. Im folgenden Jahr erschien der zweite Teil des von Dice entwickelten Star Wars Battlefront II und 2018 Battlefield V, welches im Zweiten Weltkrieg spielt.
Nachdem man Anfang 2004 einen Vertrag mit dem Entwicklungsstudio Trauma Studios, das durch die Battlefield 1942 Mod Desert Combat bekannt wurde, über die Zusammenarbeit bei zukünftigen Spielen schloss, kaufte DICE im September 2004 Trauma Studios mit 9 Mitarbeitern. Nach nur sechs Monaten gab DICE im Juni 2005 die Schließung der Trauma Studios in New York bekannt. Den Mitarbeitern wurde angeboten, in Schweden weiterzuarbeiten.

## Übernahme durch Electronic Arts
Bereits aus einer Pressemitteilung vom 25. August 2006 ging hervor, dass der weltgrößte Verleger von Computerspielen, Electronic Arts, DICE aufkaufen wird. Seit dem 2. Oktober 2006 ist die Übernahme vollständig abgeschlossen und DICE ein hundertprozentiges Tochterstudio von EA. In direkter Folge der Übernahme wurde DICE Canada (Ontario, Kanada) geschlossen und die Mitarbeiter ins bisherige EA Canada (Toronto, Kanada) Studio verlegt. Betriebsbedingte Kündigungen waren entgegen Gerüchten nicht vorgesehen und auch das schwedische Studio wurde weitergeführt.
Im Juni 2013, gleichzeitig mit der Bekanntgabe des Erwerbs der Star-Wars-Lizenz, gründete EA ein Zweigstudio für DICE in Los Angeles. Es übernahm dabei einige Mitarbeiter des zuvor vor Ort geschlossenen EA-Studios Danger Close.

## Veröffentlichte Spiele
- Pinball Dreams (1992)
- Pinball Fantasies (1992)
- Amiganoid (1993)
- Benefactor (1994)
- Pinball Illusions (1995)
- S40 Racing (1997)
- Motorhead (1998)
- Horse & Pony II (1998)
- Volvo V70 Racing (1998)
- Swedish Touring Car Championship (1999)
- Codename: Eagle (1999)
- STCC 2 (2000)
- Rally Masters (2000)
- Nascar Heat (2000)
- Arvet fran Rosemond Hill (2000)
- Emperors New Groove (2000)
- Hoyle Card (2001)
- Blast Lacrosse (2000)
- Matchbox Emergency Patrol (2001)
- JumpStart Wildlife Safari F.T (2001)
- JumpStart Dino Adventure F.T (2001)
- Diva Starz (2001)
- Shrek (2001)
- Rallisport Challenge (2002)
- Battlefield 1942 (2002)
- Midtown Madness 3 (2003)
- Battlefield Vietnam (2004)
- Rallisport Challenge 2 (2004)
- Battlefield 2: Modern Combat (2005)
- Battlefield 2 (2005)
- Battlefield 2142 (2006)
- Battlefield: Bad Company (2008)
- Mirror’s Edge (2008)
- Battlefield Heroes (2009)
- Battlefield 1943 (2009)
- Battlefield: Bad Company 2 (2010)
- Medal of Honor (nur Mehrspieler-Modus; 2010)
- Battlefield: Play4Free (2011)
- Battlefield 3 (2011)
- Battlefield 4 (2013)
- Battlefield Hardline (2015)
- Star Wars: Battlefront (2015)
- Mirror’s Edge Catalyst (2016)
- Battlefield 1 (2016)
- Star Wars: Battlefront II (2017)
- Battlefield V (2018)
- Battlefield 2042 (2021)
- Battlefield 6 (2025)